# Taylorcraft Auster
Taylorcraft Auster – brytyjski samolot obserwacyjno-łącznikowy opracowany w 1940 roku w wytwórni Taylorcraft Aeroplanes (England) Ltd w Leicester, będącej filią amerykańskiej wytwórni Taylorcraft Aircraft.

## Historia
21 listopada 1938 roku w Leicester powstała wytwórnia lotnicza Taylorcraft Aeroplanes (England) Ltd, która rozpoczęła produkcję lekkiego samolotu Taylorcraft Auster C. Oblot pierwszego samolotu nastąpił 24 kwietnia 1939 roku. Był on napędzany silnikiem rzędowym w układzie bokser Lycoming 0-145-A2 o mocy 55 KM (40 kW). W 1940 roku zastosowano w tym samolocie brytyjski rzędowy silnik Cirrus Minor I o mocy 90 KM (66 kW), dzięki czemu zwiększono jego osiągi, a taki samolot oznaczono jako Auster D. 
W 1940 roku samolot Auster D przystosowano dla potrzeb wojska i oznaczono jako Auster Mk I. Początkowo w Royal Air Force (RAF) został zastosowany do obserwacji i łączności, a potem także do korygowania ognia artylerii. 
W 1942 roku opracowano kolejną wersję samolotu oznaczoną jako Auster Mk II, w którym zastosowano amerykański silnik bokser Lycoming 0-290-3 o mocy 130 KM (96 kW), jednak z powodu braku dostaw tego silnika zbudowano tylko dwa egzemplarze tego samolotu. Do jego napędu użyto więc brytyjski wiszący (odwrócony) silnik rzędowy de Havilland Gipsy Major I o tej samej mocy. Samolot z takim silnikiem produkowany był w dużej liczbie jako Auster Mk III. 
W 1943 roku, gdy do Wielkiej Brytanii zaczęły ponownie napływać amerykańskie silniki Lycoming 0-290-3, przystąpiono do budowy samolotów Auster w wersji Mk IV, w której powiększono kabinę tak, że posiadała trzy miejsca. Dla ochrony załogi przed rażeniem pociskami lub odłamkami kabinę osłonięto od spodu, z tyłu i po bokach płytami pancernymi.
W 1944 roku zaczęto produkcję kolejnej wersji samolotu oznaczonej Auster Mk V, która różniła się od poprzedniej bardziej udoskonalonymi przyrządami pokładowymi oraz wyposażeniem umożliwiającym loty bez widoczności ziemi. 
Produkcja samolotów Taylorcraft Auster we wszystkich wersja trwała do 15 stycznia 1946 roku. Ogółem zbudowano łącznie 1417 samolotów Auster wszystkich wersji, z tego poszczególnych wersji: Mk I – 1, Mk II – 2, Mk III – 470, Mk IV – 254, Mk V – 790.

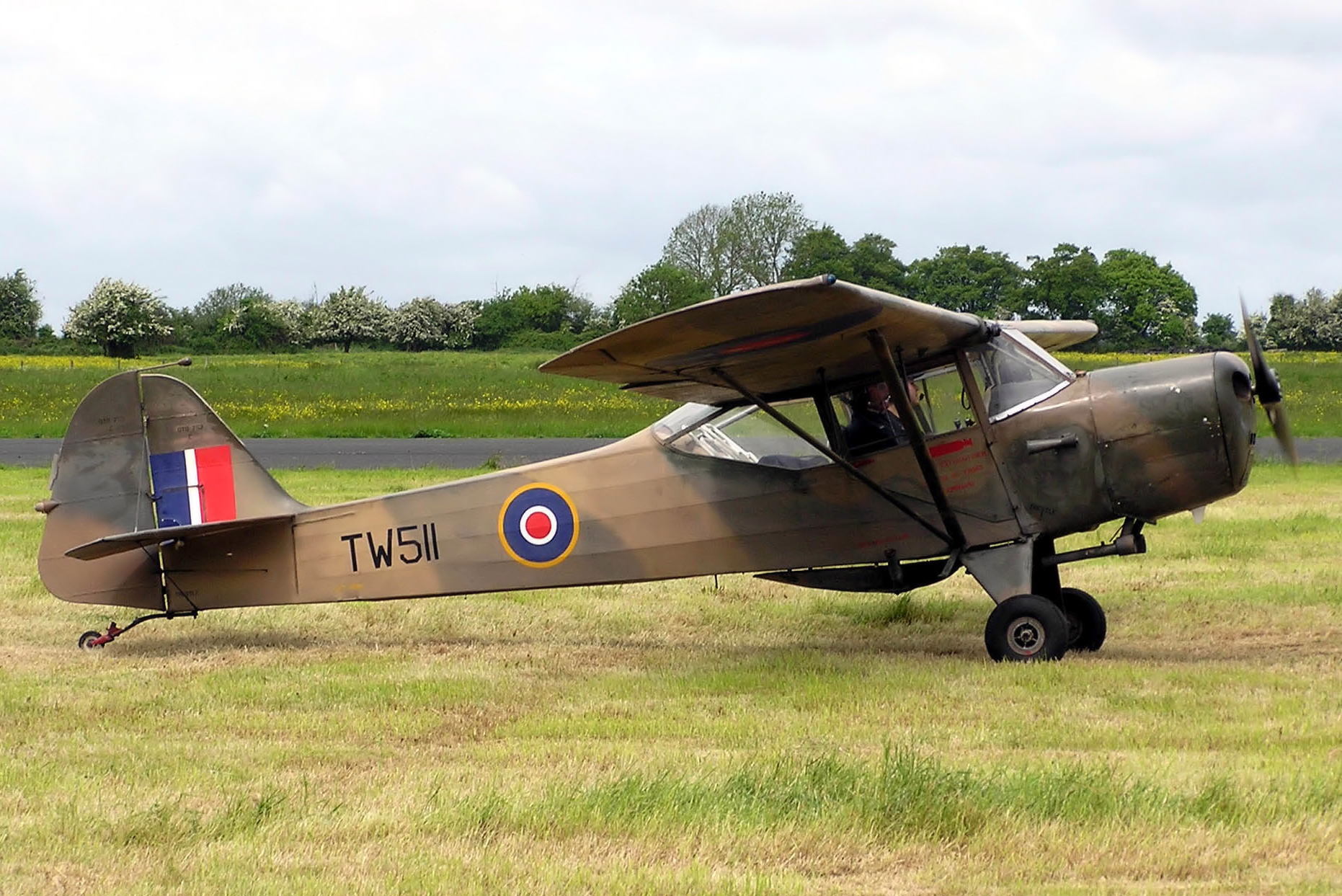
Auster Mk V

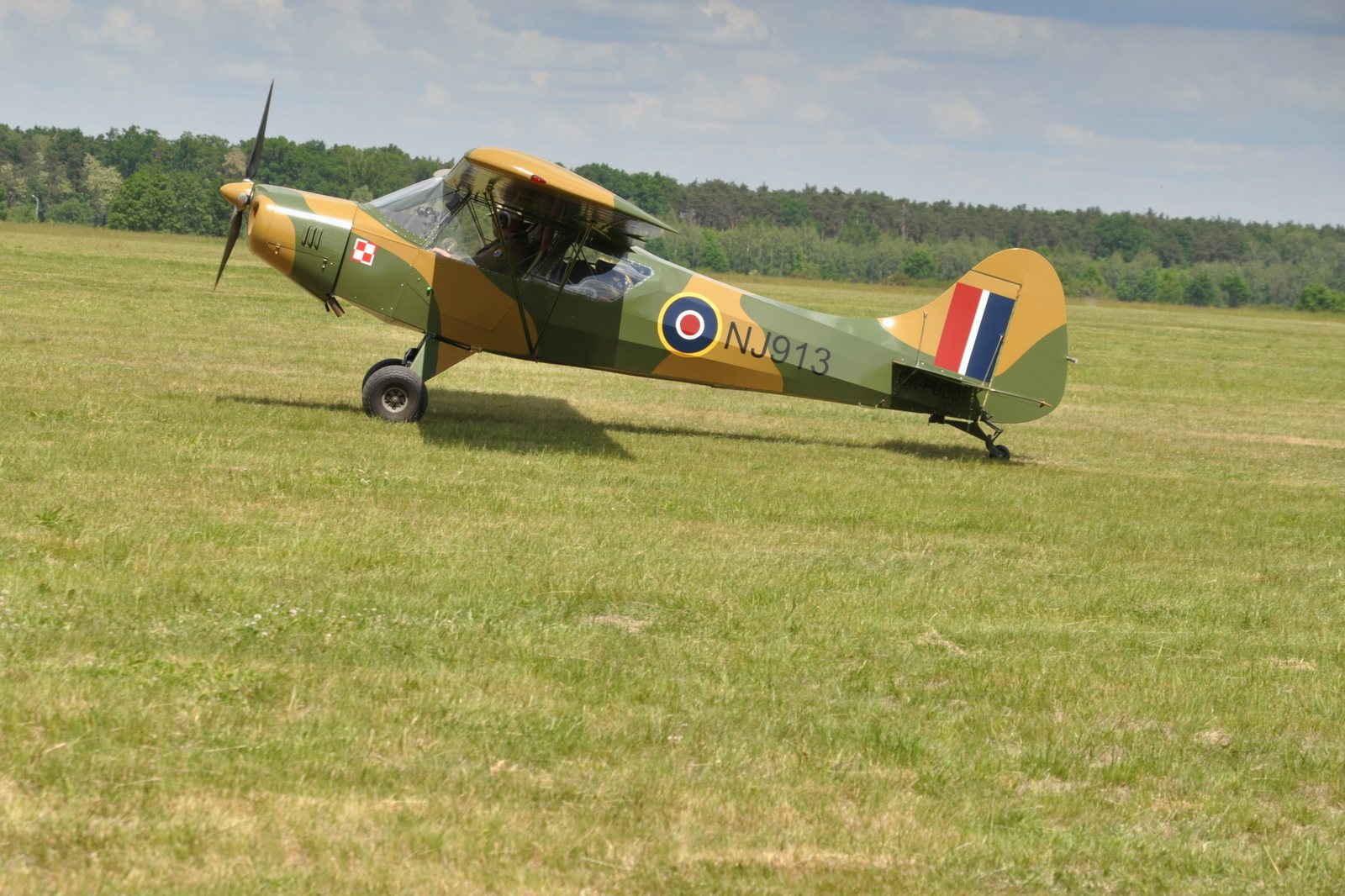
Tulak - replika Austera V w barwach 663 Dywizjonu Samolotów Artylerii 2 Korpusu Polskiego we Włoszech w 1945 r.

## Użycie w lotnictwie
Samoloty Taylorcraft Auster zaczęły pełnić służbę w Royal Air Force (RAF) w 1940 roku, początkowo stosowano je do służby komunikacyjnej i łącznikowej. 1 sierpnia 1941 roku w RAF utworzono 651 dywizjon tzw. współpracy z artylerią (ang. 651 Squadron Air Observation Post), wyposażony w samoloty Auster Mk III. Dywizjon ten użyty został w walce w Afryce Północnej. Później powstało więcej takich dywizjonów i samoloty Auster były stosowane na wszystkich frontach zachodnich do końca II wojny światowej. Samoloty były użytkowane w RAF do 1957 roku.

### Użycie w lotnictwie polskim
8 września 1944 roku powstał polski 663 Dywizjon Samolotów Artylerii, wyposażony w samoloty Auster Mk III a później Mk IV i V. Został on sformowany z oficerów artylerii, którzy zostali przeszkoleni jako piloci. Do jego zadań należała współpraca z artylerią. Po osiągnięciu gotowości bojowej, od 8 stycznia 1945 roku, dywizjon współpracował z 10 Korpusem Brytyjskim walczącym na froncie włoskim. 
Od 13 lutego dywizjon, już na stałe, współpracował z artylerią 2 Korpusu Polskiego, z której wywodzili się jego piloci. Największą liczbę lotów wykonano w okresie od 9 do 25 kwietnia 1945 roku w czasie walk o Bolonię. 
Także polscy piloci spoza 663 dywizjonu rozprowadzali samoloty Auster z wytwórni i warsztatów do poszczególnych jednostek lotniczych na terenie Anglii. W 1944 roku polscy piloci w różnych szkołach lotniczych przeprowadzali na nich loty służbowe oraz szkoleniowe na kursach dla instruktorów. Ponadto w niektórych polskich dywizjonach (np. 306), znajdowały się na wyposażeniu samoloty Auster Mk III stosowane jako samoloty łącznikowe.

## Opis konstrukcji
Samolot Taylorcraft Auster Mk IV był trzymiejscowym samolotem obserwacyjno-łącznikowym, przeznaczonym m.in. do współpracy z artylerią, grzbietopłatem o konstrukcji mieszanej – konstrukcja z rur stalowych, kryta płótnem. Podwozie klasyczne – stałe. Napęd: silnik rzędowy Lycoming 0-290-3. Samolot nie posiadał uzbrojenia.

## Dane taktyczno-techniczne samolotów Auster Mk III i Mk IV, V
| Model                      | Mk III                                              | Mk IV i V                                |
| Rozpiętość (m)             | 11,00                                               | 10,97                                    |
| Długość (m)                | 7,10                                                | 6,83                                     |
| Wysokość (m)               | 2,50                                                | 2,34                                     |
| Powierzchnia nośna (m²)    | 15,50                                               | 15,65                                    |
| Masa własna (kg)           | 474                                                 | 499                                      |
| Masa startowa (kg)         | 704                                                 | 771                                      |
| Napęd                      | 1 wiszący silnik rzędowy de Havilland Gipsy Major I | 1 silnik rzędowy bokser Lycoming 0-290-3 |
| Moc                        | 130 KM (96 kW)                                      | 130 KM (96 kW)                           |
| Prędkość maksymalna (km/h) | 203                                                 | 209                                      |
| Prędkość przelotowa (km/h) | ?                                                   | 177                                      |
| Prędkość wznoszenia (m/s)  | ?                                                   | 4,00                                     |
| Pułap (m)                  | ?                                                   | 4000                                     |
| Zasięg (km)                | 260                                                 | 260                                      |
| Załoga                     | 2                                                   | 3                                        |